# Musculus flexor hallucis brevis
Der Musculus flexor hallucis brevis, auch Kurzer Großzehenbeuger genannt, ist ein Skelettmuskel im Bereich der Unterseite des Fußskelettes an der Fußsohle. Er gliedert sich in einen lateralen (seitlichen) Muskelbauch und einen medialen zur Mitte hin.

## Ursprungsflächen
Der Muskel hat seinen Ursprung im Wesentlichen am Os cuneiforme intermedium, dem Mittleren Keilbein des Fußes. Daneben entspringt der Muskel in geringem Umfang auch von weiteren Knochen sowie Bändern:
- Os cuneiforme mediale (Inneres Keilbein)
- Os cuneiforme laterale (Äußeres Keilbein)
- Ligamentum plantare longum
- Ligamentum calcaneocuboideum plantare
- Sehne des Musculus tibialis posterior (Hinterer Schienbeinmuskel)

## Ansatz
Der Musculus flexor hallucis brevis wird in einen lateralen und einen medialen Muskelbauch unterschieden.
- Der laterale Anteil setzt am lateralen Sesambein der Kapsel des Großzehengrundgelenkes und der Basis des Grundgliedes der Großzehe an.
- Der mediale Anteil setzt am medialen Sesambein der Kapsel des Großzehengrundgelenkes und der Basis des Grundgliedes der Großzehe an.

## Funktion
Der Musculus flexor hallucis brevis beugt die erste Zehe im Grundgelenk der Großzehe und kann so mithelfen, den Fuß beim Gehen, Laufen und Springen von der Unterlage abzustoßen.